# Snědovice
Snědovice település Csehországban, a Litoměřicei járásban. Snědovice Štětí, Úštěk, Hoštka, Tuhaň, Dubá és Medonosy településekkel határos. Lakosainak száma 771 fő (2024. január 1.).

## Népesség
A település lakosságának változását az alábbi diagram mutatja:
| Lakosok száma | 2412 | 2234 | 2044 | 960  | 736  | 700  | 782  | 771  | 778  | 771  |
|               | 1869 | 1890 | 1921 | 1950 | 1980 | 2001 | 2017 | 2019 | 2022 | 2024 |